# Undecannitril
Undecannitril ist eine organische Verbindung aus der Gruppe der Nitrile.

## Vorkommen
Alkannitrile der Kettenlänge 7 (Heptannitril) bis 24 (Tetracosannitril) kommen in Schieferöl vor. Die Hauptkomponenten sind dabei Dodecannitril und Tridecannitril, allerdings ist auch Undecannitril eine der mengenmäßig wichtigeren Vertreter.

## Herstellung
Undecannitril kann durch Reaktion von Undecanaldoxim mit Lithiumaluminiumhydrid in Hexamethylphosphorsäuretriamid hergestellt werden.

## Reaktionen
Durch Reaktion mit Quecksilber(II)-acetat in Eisessig kann Undecannitril zu Undecanamid hydratisiert werden. Die Reduktion von Undecannitril mit Lithium in N-Propylamin / Ethylendiamin ergibt 2-Decylimidazolin. Diese Reaktion kann durch Zusatz von tert-Butanol verhindert werden, sodass N-Undecylamin entsteht, allerdings mit einer nennenswerten Menge Decan als Nebenprodukt.